# Вачадзе, Геронтий Арсенович
Геронтий Арсенович Вачадзе (1914 год, село Вашлован, Сигнахский уезд, Тифлисская губерния, Российская империя АССР Аджаристан, ССР Грузия — неизвестно, Лагодехский район, Грузинская ССР) — звеньевой колхоза «Ленинис андердзи» Лагодехского района, Грузинская ССР. Герой Социалистического Труда (1950).

## Биография
Родился в 1914 году в крестьянской семье в селе Вашлован Сигнахского уезда (сегодня — Лагодехский муниципалитет). После получения начального образования трудился в сельском хозяйстве до призыва в мае 1940 года в Красную Армию. Участвовал в Великой Отечественной войне. Воевал заряжающим батареи 76 мм пушек 25-го отдельного пулемётно-артиллерийского батальона 116-го Мелитопольского укреплённого района (55-й стрелковый корпус отдельной Приморской Армии).
После демобилизации возвратился в Грузию, где стал трудиться рядовым колхозником, звеньевым колхоза «Ленинис андердзи» Лагодехского района ((председатель — Герой Социалистического Труда Георгий Александрович Гочелашвили, преемник — Георгий Виссарионович Натрошвили, удостоен звания Героя Социалистического Труда в 1948 году, лишён — в 1956 году).
В 1949 году звено под его руководством собрало в среднем с каждого гектара по 28,7 центнера табака сорта «Трапезонд» с площади 3,3 гектара. Указом Президиума Верховного Совета СССР от 3 июля 1950 года удостоен звания Героя Социалистического Труда за «получение высоких урожаев кукурузы, табака и картофеля в 1949 году» с вручением ордена Ленина и золотой медали «Серп и Молот» (№ 5349).
Этим же Указом званием Героя Социалистического Труда были награждены труженики колхоза «Ленинис андердзи» бригадир Георгий Иванович Кочламазашвили, звеньевые Поре Георгиевич Джибгашвили (лишён звания в 1962 году) и Николай Сабаевич Мчедлишвили.
В последующем трудился на одном из предприятий Министерства водного хозяйства Грузинской ССР.
После выхода на пенсию проживал в Лагодехском районе. Дата его смерти не установлена (после 1985 года).
Награды
- Герой Социалистического Труда
- Орден Ленина — дважды (1949; 03.07.1950)
- Орден Отечественной войны 1 степени (11.03.1985)
- Медаль «За отвагу» (04.09.1944)
- Медаль «За победу над Германией в Великой Отечественной войне 1941—1945 гг.»